# エヌモン・ゴーティエ
エヌモン・ゴーティエ（Ennemond Gaultier, 1575年頃－1651年12月17日）はフランスのリュート奏者、作曲家。「老・ゴーティエ」（Gaultier le Vieux）あるいは「リヨンのゴーティエ」（Gaultier de Lyon）とも称される。17世紀フランスリュート楽派における巨匠の一人である。
ゴーティエは、はじめリヨンで職を得ていたが、1620年にマリー・ド・メディシスの従者となり、パリの宮廷リュート奏者となった。ルネ・メッサンジョーの弟子であったと見られる。1631年にネーヴェに隠居し、余生を過ごした。

## 作品
彼の従兄弟のドニ・ゴーティエが1669年に出版した曲集にはエヌモン・ゴーティエの作品も含まれている。しかしながら、それらの作者を判別することは困難である。作曲者として「ゴーティエ」の名が記された他の作品においても、これは同様である。二人のゴーティエの作品は、後世のリュート音楽に大きな影響を与えた
有名な作品としては、『メッサンジョーに捧げるトンボー』（Le tombeau de Mezangeau）（アルマンド）、『美しき殺し屋』 （La Belle Homicide）（クーラント）、『老ゴーティエのカナリー』（Les Canaries du Vieux Gaultier）が挙げられる。『メッサンジョーに捧げるトンボー』は、トンボーの最初期の例と考えられる。